# União das Freguesias de Torre e Vila Mou
Die União das Freguesias de Torre e Vila Mou ist eine portugiesische Gemeinde (Freguesia) im Kreis (Concelho) Viana do Castelo im Nordwesten Portugals.

## Geschichte
Die Gemeinde entstand im Zuge der Gebietsreform vom 29. September 2013 durch die Zusammenlegung der ehemaligen Gemeinden Torre und Vila Mou. Torre wurde Sitz der neuen Verwaltung.

## Demographie
| Freguesia | Freguesia        | Freguesia | Freguesia       | ehemalige Freguesias | ehemalige Freguesias | ehemalige Freguesias | ehemalige Freguesias |
| --------- | ---------------- | --------- | --------------- | -------------------- | -------------------- | -------------------- | -------------------- |
| Wappen    | Freguesia        | Einwohner | Fläche in (km²) | Wappen               | Freguesia            | Einwohner            | Fläche in (km²)      |
|           | Torre e Vila Mou | 1092      | 6,35            |                      | Torre                | 627                  | 3,47                 |
|           | Torre e Vila Mou | 1092      | 6,35            | Vila Mou             | 563                  | 2,88                 |                      |